# キャサリン・ドレクセル
キャサリン・ドレクセル（Katharine Drexel、1858年11月26日 - 1955年3月3日）は、アメリカ合衆国のカトリック教会の修道女、聖人。

## 生涯
キャサリンはペンシルベニア州フィラデルフィアのオーストリア系移民の裕福な家庭に生まれ、敬虔なカトリック信者として育った。彼女の両親は慈善活動を行い、自宅を貧しい人に開放し、彼らを手厚くもてなした。それが彼女に大きな影響を与えることになる。当時、フィラデルフィアでは略奪行為が行われ、貧困層の住民が苦しんでいた。1861年から1865年にかけてアメリカ国内で繰り広げられた南北戦争は、彼女に大きな苦しみをもたらした。ある日、キャサリンは父に旅行に連れられ、アメリカ大陸を横断した。その旅行で彼女の目に差別や貧困、略奪に苦しみ権利を奪われていたネイティブ・アメリカン（先住アメリカ人、インディアン）や元奴隷であったアフリカ系住民（黒人）の姿が映った。彼女はその現実を目の当たりにして、彼らのためになろうと決心した。
旅行後、父が死去し、義母の介護を通じて彼女の心は徐々に開いてきた。キャサリンは父から相続した財産をネイティブ・アメリカンらを助けるために使い、宣教者として誓願を立てた。そして1891年、「聖体修道女会」を創設し、ネイティブ・アメリカンらの生活改善や教育に力を注いだ。また、スー族の酋長らと友情を深め救援活動を行い、1942年までに彼らのために教会、学校を設立しネットワークを広げ、黒人の教師を雇用し彼らに給料を払った。また、アメリカでは初となるアフリカ系住民のためのザイヴィアー大学をニューオーリンズで設立し多くの黒人大学生を輩出し世に送り出した。しかし、ドレクセルと同じ多くの白人（アングロサクソン、アイルランド系らをさす）はここよく思わず、特に南部では白人至上主義の団体、クー・クラックス・クラン（KKK）からの脅迫にもあった。ドレクセルは彼らの妨害に屈せず、自分の信念を貫き通した。
1955年、ドレクセルは96歳で死去し、アメリカ合衆国内に学校63校、修道女が500人以上が在籍し、教鞭をとっていた。ドレクセルは2000年、ローマ教皇ヨハネ・パウロ2世によって列聖された。